# Bullewijk (stacja metra)

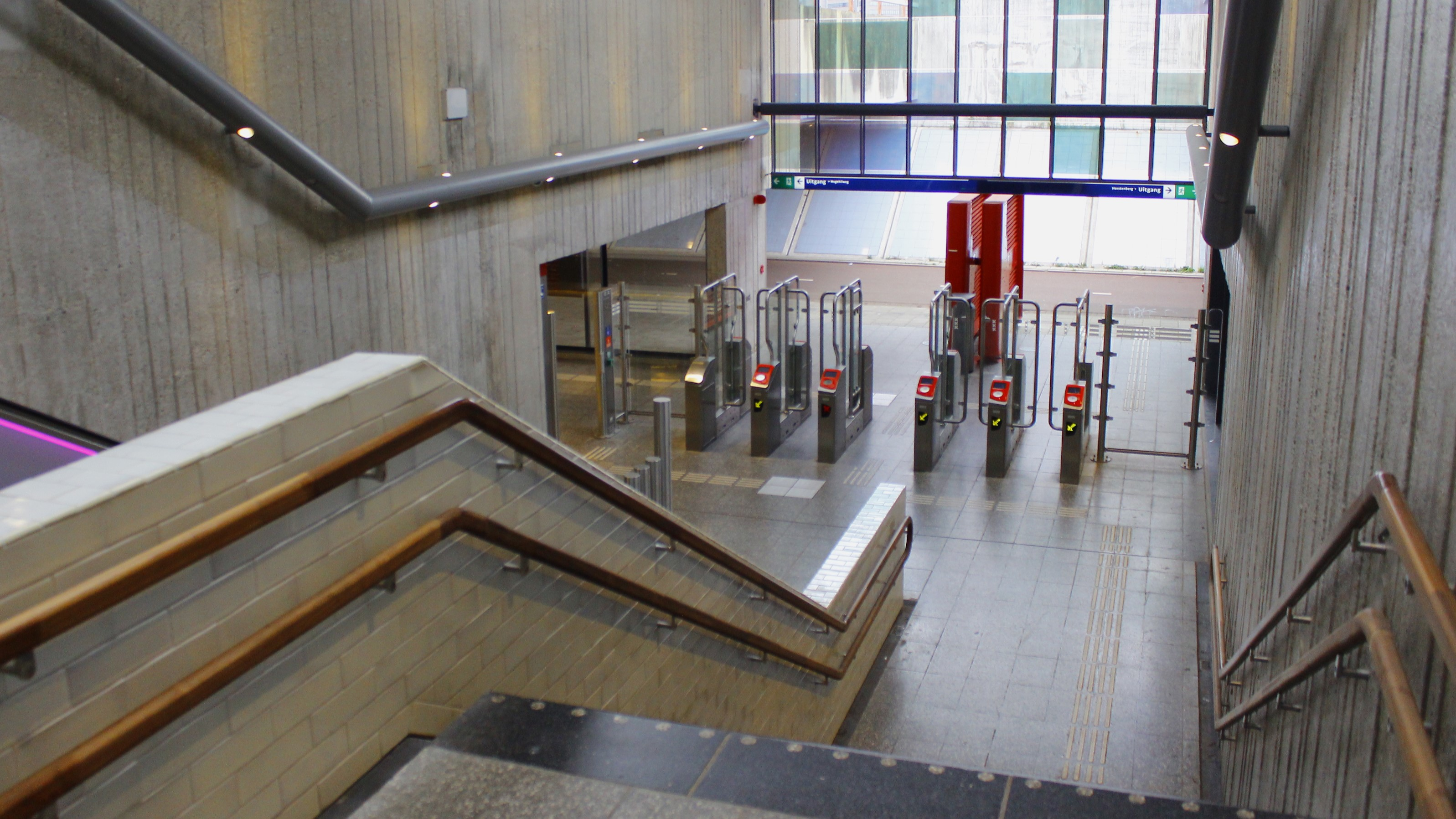

Bullewijk – stacja metra w Amsterdamie, położona na linii 50 (zielonej) i 54 (żółtej). Została otwarta 16 października 1977. Znajduje się między parkiem biznesowym o tej samej nazwie a dzielnicą mieszkaniową Bijlmermeer.